# Vlastimil Květenský (historik)
Vlastimil Květenský (15. dubna 1932, Nitra – 14. března 1997, Hradec Králové) byl český historik, muzejník, vlastivědný publicista a vysokoškolský pedagog. Ve své práci se zaměřoval na region východních Čech.
Studoval na Filosofické fakultě UK a na Vysoké škole pedagogické v Praze, kde získal v roce 1968 doktorát. V pouhých 28 letech se v roce 1960 stal ředitelem krajského muzea v Hradci Králové (dnes Muzeum východních Čech). V té funkci zůstal až do roku 1965. V letech 1966 až 1973 působil jako ředitel Nakladatelství Kruh. Zbylých dvacet let (1973 až 1993) pracovního života zasvětil práci na vysokých školách – na katedře historie Pedagogické fakulty, resp. Vysoké školy pedagogické v Hradci Králové.
Jeho odborná historická tvůrčí činnost se zaměřovala především na národní obrození a dějiny východočeských knihoven.
Ve Východočeských listech historických vyšel v roce 1997 nekrolog Vlastimila Květenského od Čestmíra Brandejse.

## Dílo
- Božena Němcová a Novobydžovsko (1962)
- Jiřinkové slavnosti (1964)
- Knihovna Jana Hostivíta Pospíšila. Soupis knih ze sbírek Krajského muzea v Hradci Králové (1965)
- Knihovny a knihovnictví 1818–1848 (1966)
- Z dějin obrozeneckých knihoven v Nové Pace (1967)
- Knihovny Náchodska za obrození (1968)
- Božena Němcová a její buditelská práce s knihou (1968)
- Knihovny východních Čech 1818–1848 (1969)
- Hradec Králové – městská památková rezervace (1963) – s Jaroslavem Šůlou spoluautor katalogu k výstavě
- Naše Krkonoše (1964) – editor fotopublikace
- Květen 1945 ve Východočeském kraji (1975) – editor fotopublikace[2]